# Hippodrom
En hippodrom er en bane til hestevæddeløb (af græsk hippos, hest og dromos, bane). 
En hippodrom var den bane som grækerne anvendte i antikken til hestevæddeløb med eller uden vogne. Ordet svarer til det romerske ord circus, med den forskel at romerne kun anvendte fire hestevogne ad gange, mens grækerne kunne benytte op til ti eller flere i de græske lege. Derfor var grækernes hippodrom også bredere.
En af de største og mest berømte antikke hippodromer var hippodromen i Konstantinopel (Istanbul) – At Meydani – bygget i perioden 203-330 e.Kr.
Hippodromen var også et tidligere navn på Folketeatret i København, Københavns Hippodrom, samt navnet på et teater i Malmø. 
| Sport | Spire Denne artikel om sport er en spire som bør udbygges. Du er velkommen til at hjælpe Wikipedia ved at udvide den. |